# Methone (księżyc)
Methone (Saturn XXXII) – mały księżyc krążący wokół Saturna, odkryty wraz z Pallene na zdjęciach przesłanych przez sondę Cassini latem 2004 roku. Odkrycia dokonał zespół astronomów (S. Charnoz, A Brahic) pod przewodnictwem C.C. Porco.
Nazwa pochodzi od Methone – jednej z Alkyonid (7 córek Alkyoneusa).
Orbita Methone leży pomiędzy orbitami dużo większych księżyców – Mimasa i Enceladusa. Prawdopodobnie Methone powstała w wyniku zderzenia jednego z nich z kometą lub planetoidą. Obecnie brakuje jednak informacji, aby potwierdzić tę tezę.
W latach 2011–2012 w ramach misji Cassini Solstice Mission sonda zbliżyła się do księżyca w celu obserwacji jego powierzchni. 20 maja 2012 sonda przeleciała w odległości 1900 km od powierzchni Methone. Okazało się, że ten niewielki księżyc ma kształt owalny, gładką powierzchnię, a jego gęstość jest bardzo niska.